# 피코역

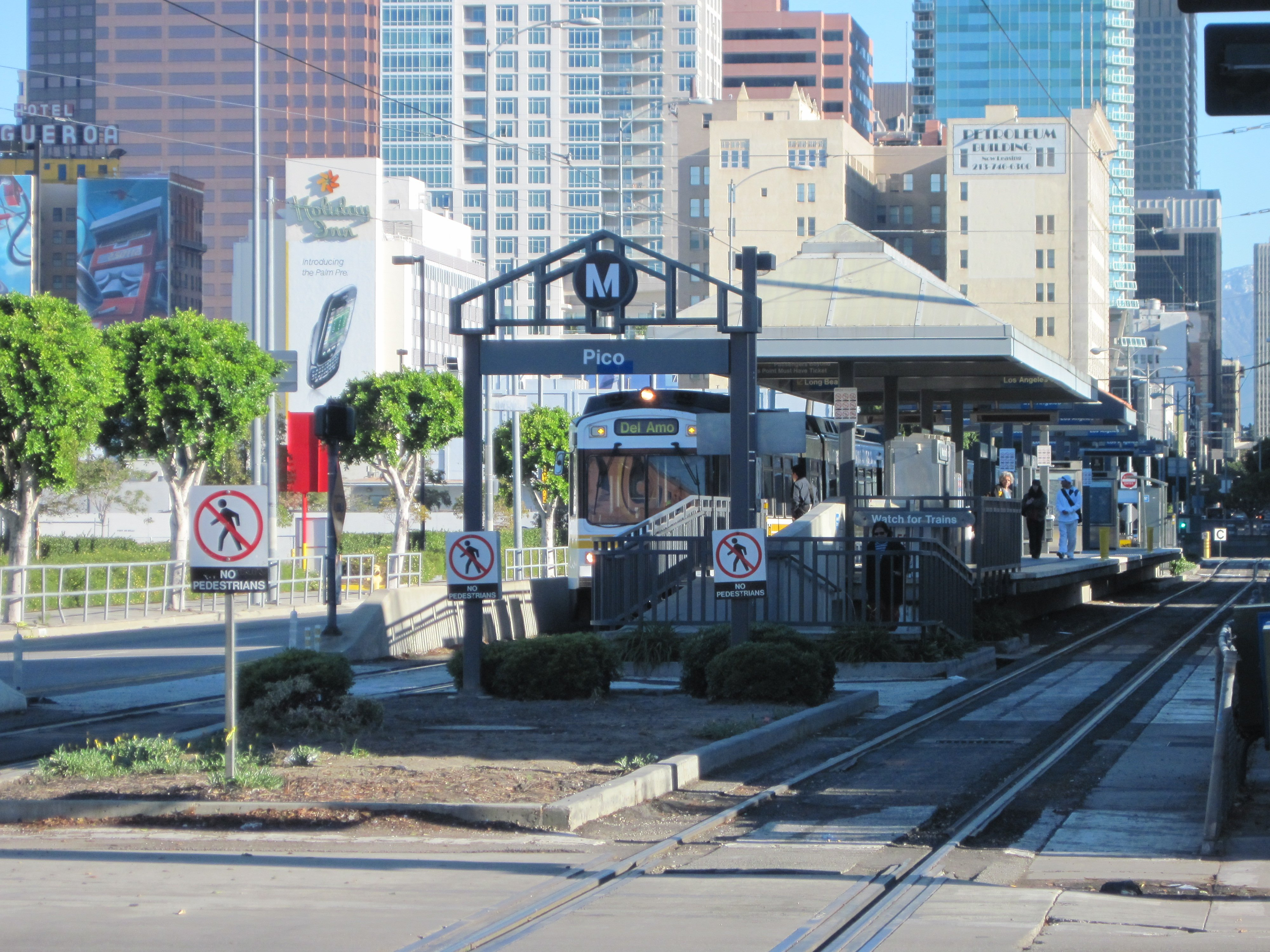
역의 출입구 모습

피코역(Pico)는 로스앤젤레스 메트로의 A선과 E선의 환승역이다. 다운타운 로스앤젤레스 사우스파크 지역의 플라워가(Flower Street)와 피코 대로(Pico Boulevard)에 위치하고 있다. 엘몬트(El Monte) 역 방면의 북행 메트로 J선 버스는 역의 서쪽으로 한 블록 떨어진 피게로아가(Figueroa Street) 및 피코 대로에서 정차한다. 하버 게이트웨이 트랜짓 센터 방면의 남행 J선 버스는 플라워가/피코 대로(Flower St./Pico Blvd.)에서 정차한다.
공식 역명은 피코/칙 헌(Pico/Chick Hearn) 역이다. 이 역명은 로스앤젤레스 레이커스의 실황 중계방송을 오랫동안 맡아온 스포츠 캐스터 프랜시스 데일 "칙"헌 (Francis Dayle "Chick"Hearn, 1916~2002)을 기리는 의미로 지었다. 2016년 4월 13일 농구선수 코비 브라이언트 (Kobe Bryant)의 마지막 경기를 기념하기 위해 일시적으로 "코비(Kobe)"로 이름을 변경했다. 그 이후로, 역은 노선도에 "피코역(Pico Station)"으로만 표기된다.

## 운행정보

### 메트로 레일 운행 정보
A선 운행 시간은 매일 오전 4시부터 오전 1시 45분까지이다. E선 운행 시간은 매일 오전 4시부터 오전 2시까지이다.

### 메트로 라이너 운행 정보
J선 북행 거리 정류장은 피게로아가와 피코 대로(Pico Boulevard) (피코역 서쪽으로 1블록)에 있다. J선 남행 거리 정류장은 역 옆의 플라워가/피코 대로(Flower St/Pico Blvd)이다. J선은 하루 24 시간 운영된다.

## 위치
피코역은 동쪽에 있는 사우스파크 지역과 서쪽에 위치한 피게로아/컨벤션 지구(Figueroa/Convention District)를 대상으로 한 역이다. 피코 대로 바로 북쪽과 플라워가의 동쪽에 위치해 있다.
이 역의 북쪽은 피코역과 플라워가를 거쳐 7번가/메트로센터역을 세인트/메트로 7번지를 연결하는 플라워 스트리트 터널(Flower Street Tunnel)이다. 터널 입구는 플라워가 상의 11번가 바로 남쪽에 있다. 이 터널은 지역 연결이 2020년에 완공되면 연장될 예정이다.

## 인근 역세권
역은 다음 역세권에서 도보 거리내에 있다.:
- 스테이플스 센터
- 칙 헌 코트/L.A. 라이브
- 로스앤젤레스 컨벤션 센터
- Circa Complex
- FIDM 대학교 로스앤젤레스 캠퍼스
- 오션와이드 플라자
- 캘리포니아 병원 의료 센터
- 피코-유니언

### 역 구조
| 승강장 | A선 E선                         | ← 그랜드/LATTC역 Grand/LATTC ← 다운타운 롱비치역 행 (종착점행) ← LATTC/오소 인스티튜트역 LATTC/Ortho Institute ← 다운타운 샌타모니카 역 행 (종착점행)       |
| 승강장 | 섬식 승강장, 왼쪽 출입문이 열림 | |
| 승강장 | A선 E선                         | → 7번가/메트로센터역 7th Street/Metro Center → 7번가/메트로센터역 행 (기점행) → 7번가/메트로센터역 7th Street/Metro Center → 7번가/메트로센터역 행 (기점행) |

피코는 메트로 경전철 차량을 수용하기 위해 설계된 평면 섬식 승강장역이다. 역의 입구는 플라워/피코 북동쪽 모퉁이에 있다.
메트로는 E선 계획에서 일부 추가된 안전 강화 세트의 일환으로 이 역에서 2011년 12월 말에 게이트 및 점멸등을 추가했다. 지역의 사용 및 개발 증가로 인해 2018년에 장애인 접근 시설을 추가하였다. 메트로는 2028년 올림픽 개최를 위해 지하역을 배치하거나 경전철 용량을 확장하는 것과 관련된 토론을 가졌다.

## 역사
피코역은 1990년 7월 14일 A선(당시 파란선) 개통과 함께 개장했다. 전철의 지하 부분이 아직 완성되지 않았기 때문에, 이 역은 7번가/메트로센터 역이 개장된 1991년 2월까지 이 노선의 북쪽 종착역으로 사용되었다.
2028 하계 올림픽 기간 동안 로스앤젤레스 컨벤션 센터, 스테이플스 센터, 마이크로소프트 극장에서 이벤트를 관람하는 관객을 대상으로 운용한다.